# Urban Prytz
Nils Axel Urban Prytz, född 17 september 1957 i Skara i Västergötland, död 7 maj 2019 i Huskvarna i Småland, uppvuxen i Luleå, var en svensk journalist och författare. Han var son till Erik Prytz och Irene, född Pettersson.
Prytz studerade till journalist på Kalix folkhögskola. Han arbetade som journalist på Norrbottens-Kuriren, Radio Norrbotten och Haparandabladet. Han var en förespråkare för vargens existens i den svenska naturen och skrev 1990 en bok kallad Vargen.

## Priser och utmärkelser
- 1990 - Statens kulturråds pris som årets debutant